# Поплавок крошащийся
Поплаво́к кроша́щийся, также мухомо́р крошащийся (лат. Amaníta friábilis) — вид грибов-базидиомицетов, входящий в род Мухомор (Amanita) семейства Мухоморовые (Amanitaceae).
Довольно редкий европейский вид, образующий микоризу с ольхой.

## Описание
Шляпка взрослых грибов редко превышает 3 см в диаметре (иногда до 7 см), выпуклая до плоско-выпуклой, тонкомясистая, с бледно-охристо-бежевой или сероватой кожицей, покрытой многочисленными сухими коричневато-серыми волосистыми обрывками общего покрывала. Ближе к краю поверхность шляпки радиально бороздчато-разлинованная.
Гименофор пластинчатый, пластинки частые, белые, узко-приросшие к ножке.
Ножка до 8×0,5 см, центральная, полая, ломкая, белноватая, с буроватыми чешуйками, образующими зигзагообразный узор. В основании ножки может присутствовать очень ломкая вольва, либо же почти всё общее покрывало оказывается на поверхности шляпки, а в основании плодового тела остаются лишь небольшие бородавчатые хлопья.
Споровый отпечаток белого цвета. Споры 10,1—12,1×8,5—10,8 мкм, почти шаровидные до широкоэллиптических, редко обратнояйцевидные. Базидии без пряжек.

## Экология и ареал
Образует микоризу с различными видами ольхи — ольхой серой, ольхой чёрной, ольхой зелёной.
Вид, в настоящее время обнаруженный только в Европе, отмеченный из 124 мест на территории 19 стран.
Редкий на всём протяжении ареала вид, включённый в Красные книги 11 государств — Австрии, Великобритании, Германии, Испании, Нидерландов, Норвегии, Словакии, Франции, Швейцарии, Швеции, Эстонии.
Занесён в Красную книгу России.

## Систематика
Итальянский исследователь М. Конту относит этот вид к секции Amanita из-за нередкого наличия слабо выраженного утолщения вместо вольвы в основании ножки.

### Синонимы
- Amanita alnicola Rouzeau & F.Massart, 1966, nom. inval.
- Amanita sternbergii Velen., 1920
- Amanita vaginata f. sternbergii (Velen.) Veselý, 1933
- Amanitopsis friabilis (P.Karst.) Sacc., 1887
- Amanitopsis sternbergii (Velen.) J.Favre, 1960
- Amanitopsis vaginata var. friabilis P.Karst., 1879basionym
- Amanitopsis vaginata var. sternbergii (Velen.) J.Favre, 1960
- Pseudofarinaceus friabilis (P.Karst.) Kuntze, 1891
- Vaginata friabilis (P.Karst.) Kuntze, 1898